# Okręg Épernay
Okręg Épernay (fr. Arrondissement d’Épernay) – okręg w północno-wschodniej Francji. Populacja wynosi 110 tysięcy.

## Podział administracyjny
W skład okręgu wchodzą następujące kantony:
- Anglure,
- Avize,
- Ay,
- Dormans,
- Épernay-1,
- Épernay-2,
- Esternay,
- Fère-Champenoise,
- Montmirail,
- Montmort-Lucy,
- Sézanne.